# Estación Juancho
Juancho es una estación ferroviaria ubicada en el pequeño paraje del mismo nombre, en el partido de General Madariaga, Provincia de Buenos Aires, Argentina.

## Servicios
La estación era intermedia del servicio que se prestaba entre General Guido y Vivoratá. Actualmente la estación esta ocupada aparentemente por una familia y no se tiene acceso alguno a lo que es la estación propiamente dicha.
Actualmente el ramal se encuentra en completo estado de abandono y no transitan trenes de pasajeros ni carga.

## Historia
Fue inaugurada en 1908 cuando el Ferrocarril del Sud habilitó la parada a unos 29 km del mar. En los comienzos de Villa Gesell, los pasajeros se bajaban allí y eran llevados con carretas hasta la villa.